# Étienne Marcel (général)
Pour les articles homonymes, voir Marcel et Étienne Marcel (homonymie).
Étienne Marcel, général français, né à Gien (Loiret) le 31 janvier 1792 et mort à Saint-Gondon (Loiret) le 8 avril 1880.

## Biographie
Étienne Marcel est né à Gien le 31 janvier 1792 de Germain Marcel et de Marie Anselme Bonneville. Clerc d'avoué, puis employé au secrétariat de la sous-préfecture de Gien, il fut distingué par le Préfet qui, frappé de sa vive intelligence, lui offrit un emploi à la préfecture d'Orléans. Le 25 août 1809, âgé de 17 ans, il est nommé à l'élection, capitaine au 3e bataillon de la Garde nationale du Loiret. Comme volontaire, il part dans les bataillons de gardes nationaux destinés à opérer en Hollande. Ces troupes ayant été licenciées quelque temps après, il fut admis dans l'armée d'active et le 1er mars 1810, nommé lieutenant au 7e régiment de voltigeurs de la Garde. Le 19 juin suivant, il passe au 116e régiment d'infanterie de ligne et jusqu'en 1814 prend part à la guerre d'Espagne. Dans ce corps, il devient lieutenant puis capitaine. Le 25 octobre 1813, au siège de Sagonte, il reçoit un coup de feu au genou gauche. Il participe à la Campagne de France et passe au 92e de ligne le 4 septembre 1814. Le 27 janvier 1815, il est nommé chevalier de la Légion d'honneur et prend part à la bataille de Waterloo. Au second retour des Bourbons, il est licencié de l'armée le 23 septembre de la même année. Rappelé à l'activité le 1er janvier 1816, comme capitaine à titre provisoire dans la Légion du Loiret qui devint ultérieurement le 48e de ligne, Marcel est nommé à titre définitif le 11 décembre. Promu chef de bataillon le 11 juin 1823, il tient garnison à la Guadeloupe de 1825 à 1827. En Algérie de 1830 à 1822, il prend part à la prise d'Alger où il se distingue à la tête de son bataillon. Servant au 15e de ligne, il est nommé au grade de lieutenant-colonel le 27 janvier 1831 et promu Officier de la Légion d'honneur le 17 mai 1832. Colonel le 31 décembre 1835, il prend le commandement du 41e de ligne. C'était un des plus jeunes colonels de l'armée française.

Le lieutenant-colonel Marcel s'était marié à Grenoble le 8 janvier 1834 à madame Marie Julie Françoise de Voize, veuve de M. François Odru. De leur union naquit un fils, Eugène, qui est mort en 1877 à Beaulieu-sur-Loire.

Maréchal de camp le 22 octobre 1845, Étienne Marcel commande successivement le département de la Mayenne (2 mai 1846), la 3e division de la 16e division militaire (4 mai 1848) et la 1re subdivision de la 18e division militaire. Promu Commandeur de la Légion d'honneur le 2 décembre 1850 et nommé général de division le 28 décembre 1852, il remplit les fonctions d'inspecteur général des 10e, 11e et 13e arrondissements d'infanterie ; il prend le commandement de la 19e division militaire à Bourges, le 11 novembre 1855. Promu grand officier de la Légion d'honneur le 28 janvier 1857, il est admis dans le cadre de réserve le 1er février suivant comptant 48 années de service, 9 campagnes et une blessure. Il était en outre chevalier de l'ordre de Saint-Louis.

Depuis 1857 jusqu'à sa mort, le général Marcel habita sa propriété de l'Ormette (Saint-Gondon), mais en passant ordinairement l'hiver à Gien. Il fut maire de Saint-Gondon pendant vingt ans de 1857 à 1877. La fortune qu'il avait acquise, ses relations et son crédit auprès de l'administration l'ont mis à même de rendre de très grands services à ses administrés.

L'établissement en 1877 de sœurs pour l'école et le soin des malades, dû à son initiative était regardé par lui comme le plus grand service rendu à ses concitoyens. Homme de devoir, il était: estimé pour sa droiture et la bonté de son caractère. Il est mort dans son château de l'Ormette, le 8 avril 1880 dans sa 89e année. Il repose au cimetière de Gien auprès des membres de sa famille.

## Source
« Étienne Marcel (général) », dans Charles Mullié, Biographie des célébrités militaires des armées de terre et de mer de 1789 à 1850, 1852 [détail de l’édition]